# Solarpark Templin – Groß Dölln
Der Solarpark Groß Dölln bei Templin auf dem ehemaligen Militärflugplatz Templin/Groß Dölln ist eine Photovoltaikanlage in Deutschland. Die Anlage wurde 2012 erstellt und hat eine maximale Leistung von 128 MW, bezogen auf die Modellannahmen in Watt Peak. In 2017 lag die gelieferte Strommenge bei 117 GWh und die Leistungsdichte entsprechend bei  um die 60 kWh/m² im Jahr.

## Geschichte
Die Anlage wurde im Zeitraum vom 5. Juni bis 30. September 2012 errichtet, der Netzanschluss erfolgte über zwei Umspannwerke an das 110-kV-Netz der E.DIS AG im April 2013.
Auf einer Fläche von rund 214 ha wurden 1,5 Millionen Dünnschicht-Module des Herstellers First Solar aus deren Werk in Frankfurt (Oder) und 114 Wechselrichter des deutschen Weltmarktführers SMA verbaut. Die Baukosten betrugen rund 204,5 Millionen Euro. Gebaut wurde der Park vom bayerischen Unternehmen Belectric. Während der Montagezeit waren rund 500 Menschen auf der Baustelle beschäftigt.